# Alicia Keys

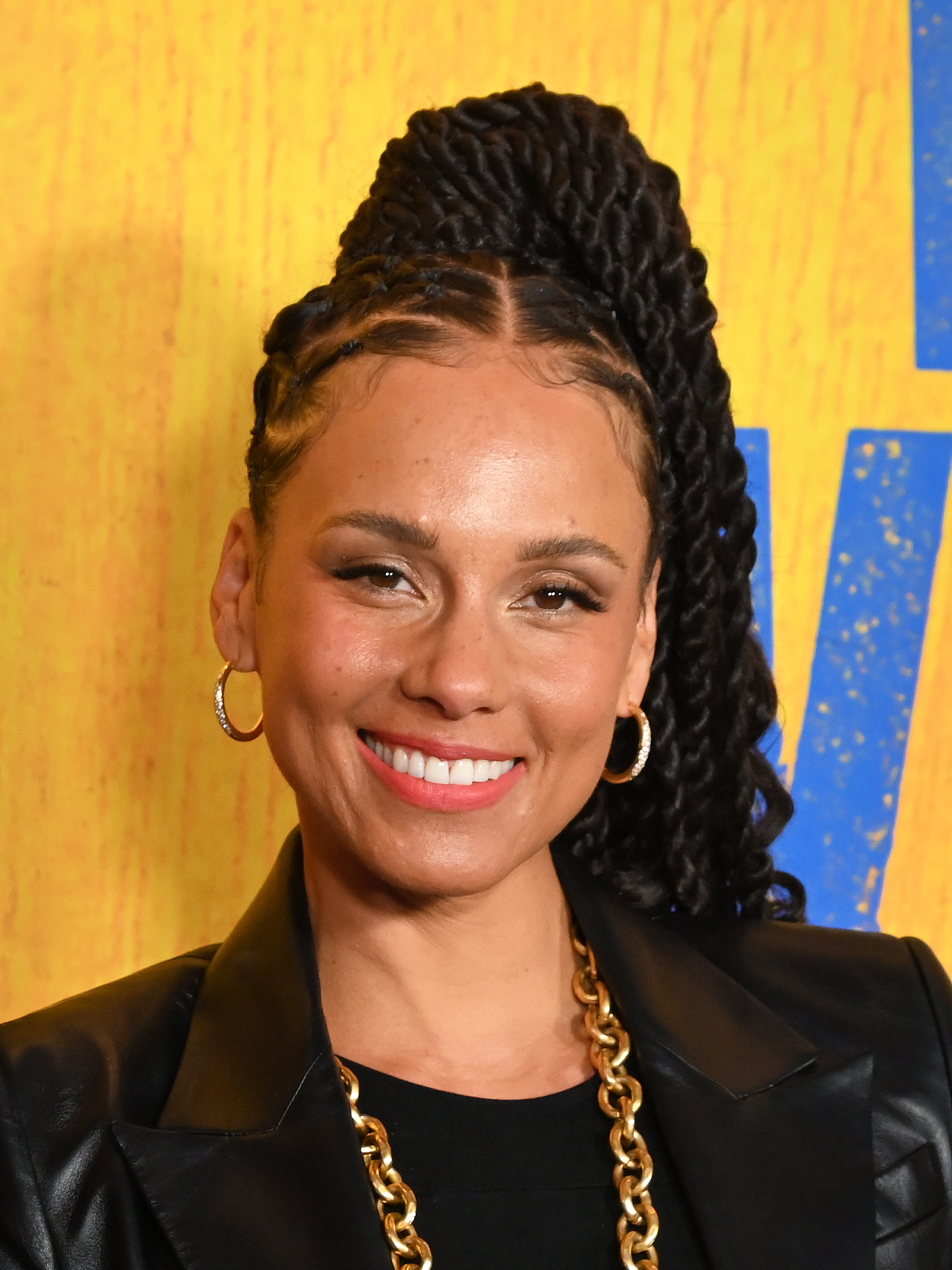
Alicia Keys, 2025

Alicia Keys (* 25. Januar 1981 als Alicia Augello Cook in New York City) ist eine US-amerikanische Soul- und R&B-Sängerin, Songwriterin und Schauspielerin. Sie begleitet sich auch selbst am Klavier. Sie hat mehr als 30 Millionen Alben weltweit verkauft und gewann zahlreiche Preise, darunter 17 Grammys. Billboard nannte sie den Top-R&B-Künstler und den fünftbesten Künstler der ersten Dekade des 21. Jahrhunderts. Außerdem kam sie bei den Top 50 der „R&B/Hip-Hop Artists“ der letzten 25 Jahre auf Platz zehn.

## Leben

### Kindheit und Jugend
Alicia Augello Cook wurde 1981 in New York geboren. Sie ist die Tochter der Musical-Sängerin Teresa Augello, auch bekannt als Terria Joseph, die irisch-schottisch-italienischer Abstammung ist. Alicias Cooks Vater, der afroamerikanische Flugbegleiter Craig Cook verließ die Familie, als Alicia zwei Jahre alt war. Sie wuchs nach der Trennung ihrer Eltern bei ihrer Mutter im Viertel Hell’s Kitchen im New Yorker Stadtbezirk Manhattan auf. In ihrer Jugend kam sie unter anderem mit der Musik von Marvin Gaye, Donny Hathaway, Lauryn Hill, Prince und Stevie Wonder in Berührung. Im Alter von fünf Jahren nahm sie erstmals Ballett- und Klavierunterricht, womit die Mutter ihre Tochter von der Straße fernhalten wollte. Alicia spielte – zunächst nicht allzu motiviert – hauptsächlich klassische Musik, vor allem Kompositionen von Mozart, Beethoven und ihrem Favoriten Chopin.
Im Alter von 16 Jahren schloss sie ihre High-School-Ausbildung vorzeitig ab. Obwohl sie einen Platz an der Columbia University erhielt, entschied sie sich gegen ein Studium und unterzeichnete stattdessen einen Demovertrag mit Jermaine Dupris So So Def Records, einem Sublabel von Columbia Records. Wegen künstlerischer Differenzen trennte sie sich 1998 von Columbia und folgte Clive Davis, dem Gründer von Arista Records, zu seinem neuen Musiklabel J Records. Schauspielerisch tätig ist Alicia Keys seit einem Kurzauftritt in der Bill Cosby Show 1985.

### Privatleben
Seit Herbst 2008 ist sie mit dem Produzenten und Rapper Swizz Beatz (Kasseem Dean) liiert, den sie im Juli 2010 heiratete. Im Oktober 2010 wurde ihr erster gemeinsamer Sohn geboren, im Dezember 2014 der zweite.

### 2001–2002:Songs in A Minor

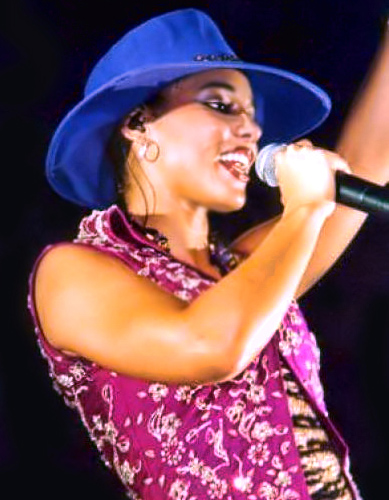
Alicia Keys, 2002

Nach einzelnen Veröffentlichungen auf den Soundtracks zu Men in Black, Shaft – Noch Fragen? und Dr. Dolittle 2 erschien im Sommer 2001 ihr Debütalbum Songs in A Minor. Die Platte ist eine Mischung aus klassischen Motown-Elementen und zeitgemäßen R&B-Produktionen. Das Album verkaufte sich schon in der ersten Woche 236.000 Mal und debütierte auf Platz eins in den Billboard 200. Allein in den USA wurde Songs in A Minor für 6,2 Millionen abgesetzte Exemplare sechs Mal mit Platin ausgezeichnet. Weltweit verkaufte sich das Album über zwölf Millionen Mal. Dank des Albums und des weltweiten Nummer-eins-Hits Fallin’ sowie drei weiterer erfolgreicher Singleauskopplungen avancierte Keys zum erfolgreichsten R&B-Interpreten des Jahres 2001. Bei den Grammy Awards 2002 gewann die Sängerin fünf Grammys, unter anderem in den Kategorien Bester Newcomer, Bestes R&B Album, Song des Jahres und beste R&B-Gesangsdarbietung einer Frau.

### 2003–2005:The Diary of Alicia KeysundUnplugged
Ende 2003 erschien mit The Diary of Alicia Keys das zweite Album der Sängerin. Die CD wurde von Kanye West, Rich Harrison, Timbaland und Kerry Krucial produziert. Sie verkaufte sich mehr als acht Millionen Mal, und Keys erhielt im Jahr darauf vier weitere Grammys. Im März 2004 hielt sie mit André 3000 und Big Boi die Laudatio für Prince, als dieser in die Rock and Roll Hall of Fame aufgenommen wurde, und Ende 2004 veröffentlichte Keys ihr erstes Buch, Tears for Water, ein Songbook mit eigenen Gedichten und Liedtexten. Gleichzeitig gelang ihr mit Usher und dem gemeinsamen Duett My Boo ein weiterer Nummer-eins-Hit.
Im Februar 2005 sang Keys beim 39. Super Bowl America the Beautiful. Im Juli desselben Jahres trat sie anlässlich von Live 8 in Philadelphia auf. Kurz darauf spielte sie ein MTV-Unplugged-Konzert, das im Oktober 2005 sowohl auf CD als auch auf DVD veröffentlicht wurde. Im November trat die auch sozial engagierte Künstlerin bei einer Veranstaltung der Hilfsorganisation Keep a Child Alive auf, die hauptsächlich Familien in Afrika und Asien hilft. Sie spielte mit Bono, der per Video live zugeschaltet war, eine Coverversion des Klassikers Don’t Give Up (Africa) von Kate Bush und Peter Gabriel ein. Alle Einnahmen des Wohltätigkeitsliedes kamen Keep a Child Alive zugute.

### 2006–2008: Filmdebüt undAs I Am

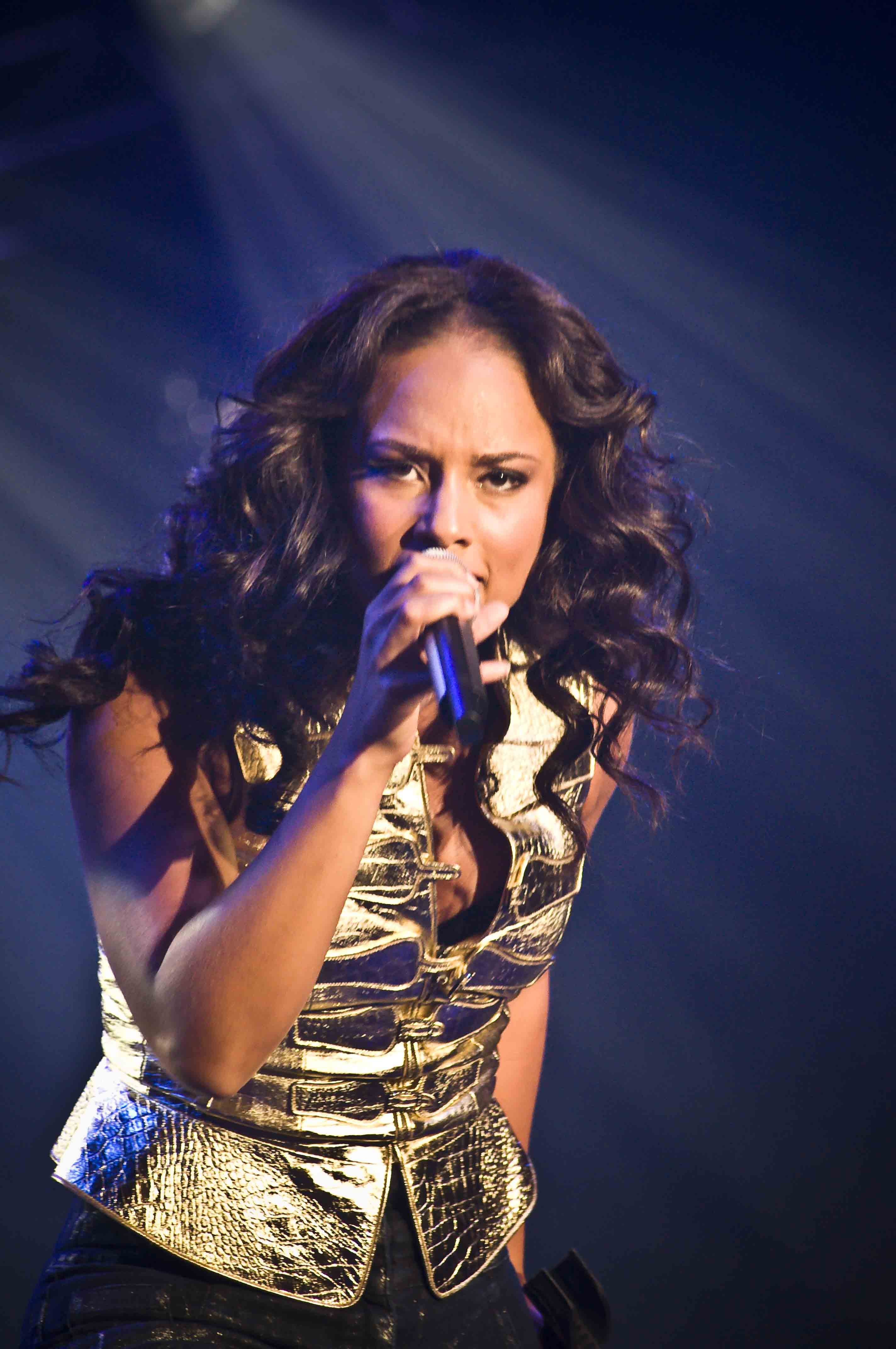
Alicia Keys, 2008

Nach diversen Gastauftritten in den Fernsehserien Charmed – Zauberhafte Hexen und American Dreams war sie 2007 in einer Nebenrolle im Film Smokin’ Aces an der Seite von Ben Affleck und Andy García zu sehen. Nach einem längeren Afrikaaufenthalt bekam sie im Frühjahr 2006 eine weitere Nebenrolle in der Literaturverfilmung von Nanny Diaries. Im September 2007 erschien mit No One die erste Single ihres dritten Studioalbums As I Am. Auch sie platzierte sich in den internationalen Charts weit vorne und kam in der Schweiz auf Platz eins. Auch As I Am stieg auf Platz eins der Schweizer Albumcharts ein und wurde mit Gold ausgezeichnet. Im Februar 2008 wurde Keys in Los Angeles mit zwei Grammys in den Kategorien Best R&B Song und Best Female R&B Vocal Performance ausgezeichnet.
Zusammen mit dem unter anderem als White-Stripes-Frontmann tätigen Musiker Jack White nahm sie 2008 den Titelsong zum 22. James-Bond-Film Ein Quantum Trost auf. Der Song Another Way to Die war als Download erhältlich und erschien sowohl auf dem Filmsoundtrack als auch auf einer erweiterten Version ihres letzten Albums As I Am.

### 2009–2011:The Element of Freedom

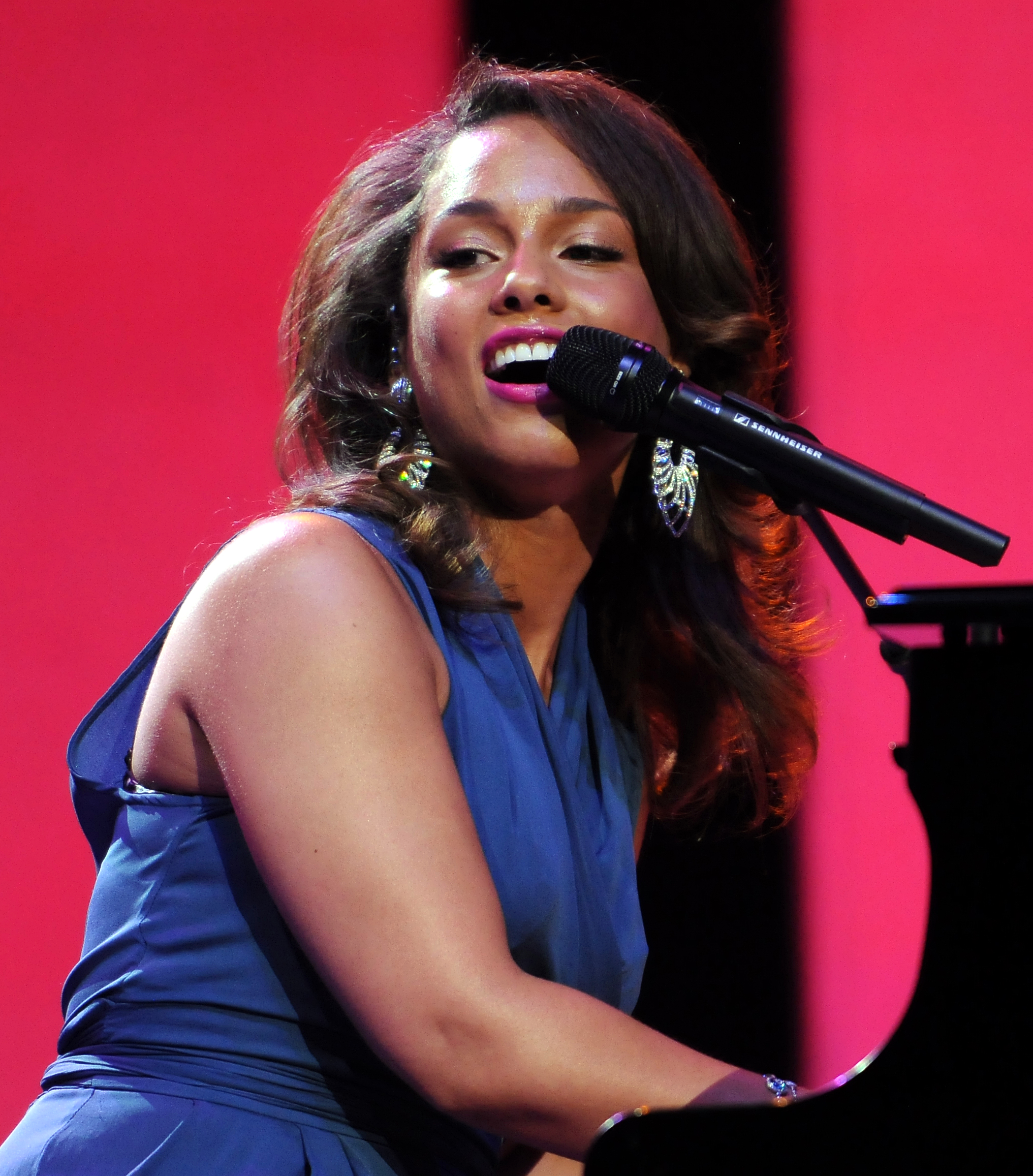
Alicia Keys, 2011

2009 schrieb und produzierte Keys zusammen mit Swizz Beatz den Song Million Dollar Bill für Whitney Houston. Daneben nahm sie Duette mit Alejandro Sanz und Jay-Z auf. Im September 2009 wurde mit Doesn’t Mean Anything die erste Single aus ihrem vierten Studioalbum The Element of Freedom als Download veröffentlicht. In Deutschland erreichte das Album Gold-Status.
Keys und ihr Produzent Kerry Krucial Brothers betreiben die Produktionsgesellschaft Krucialkeys und ein eigenes Studio namens The Oven, in dem sie schon mit vielen weiteren Künstlern wie Nas, Eve, Christina Aguilera, Angie Stone oder Keyshia Cole zusammengearbeitet haben. Im Frühsommer 2011 veröffentlichte Keys eine Jubiläumsversion ihres Debütalbums Songs in A Minor, sie gab aus diesem Anlass zwei Konzerte in London und in New York. 2012 sang sie für Whitney Houston auf deren Trauerfeier den Titel Can You Send Me an Angel.

### 2012–2015:Girl on Fire

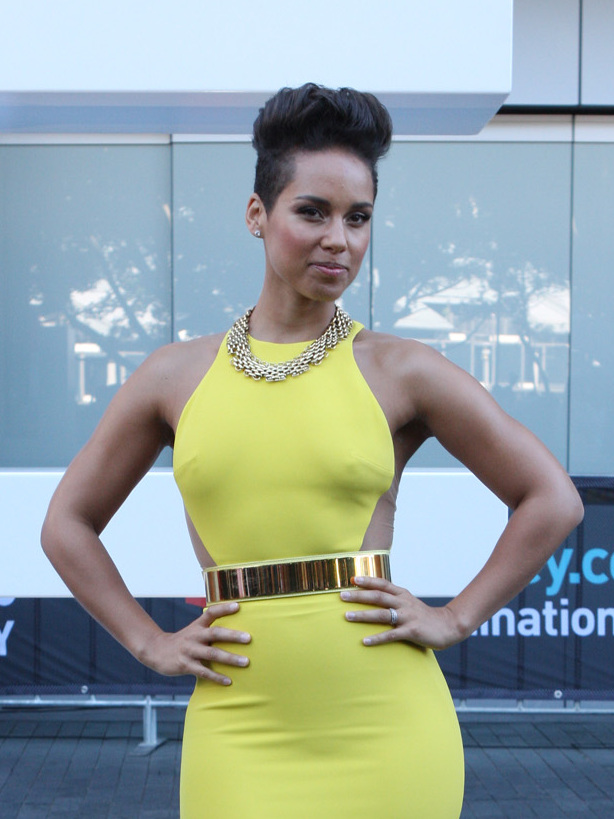
Alicia Keys, 2013

Im November 2012 erschien ihr Album Girl on Fire. Den gleichnamigen Titelsong stellte sie im September 2012 bei den MTV Video Music Awards 2012 vor. Die zweite Singleauskopplung Brand New Me wurde erstmals im November 2012 in den USA im Radio gespielt. Im März 2013 startete die Set the World on Fire Tour.
Im Juni 2013 veröffentlichte Keys gemeinsam mit VH1 ein Storyteller-Livealbum auf CD und DVD. 2014 war sie auf dem Soundtrack zum Film The Amazing Spider-Man 2: Rise of Electro zusammen mit Kendrick Lamar im Titel It’s On Again zu hören. Außerdem spielte sie im von Diplo produzierten Song Living For Love von Madonna aus ihrem Album Rebel Heart von 2015 Klavier.

### 2016–2022:Here,The Voice,AliciaundKeys

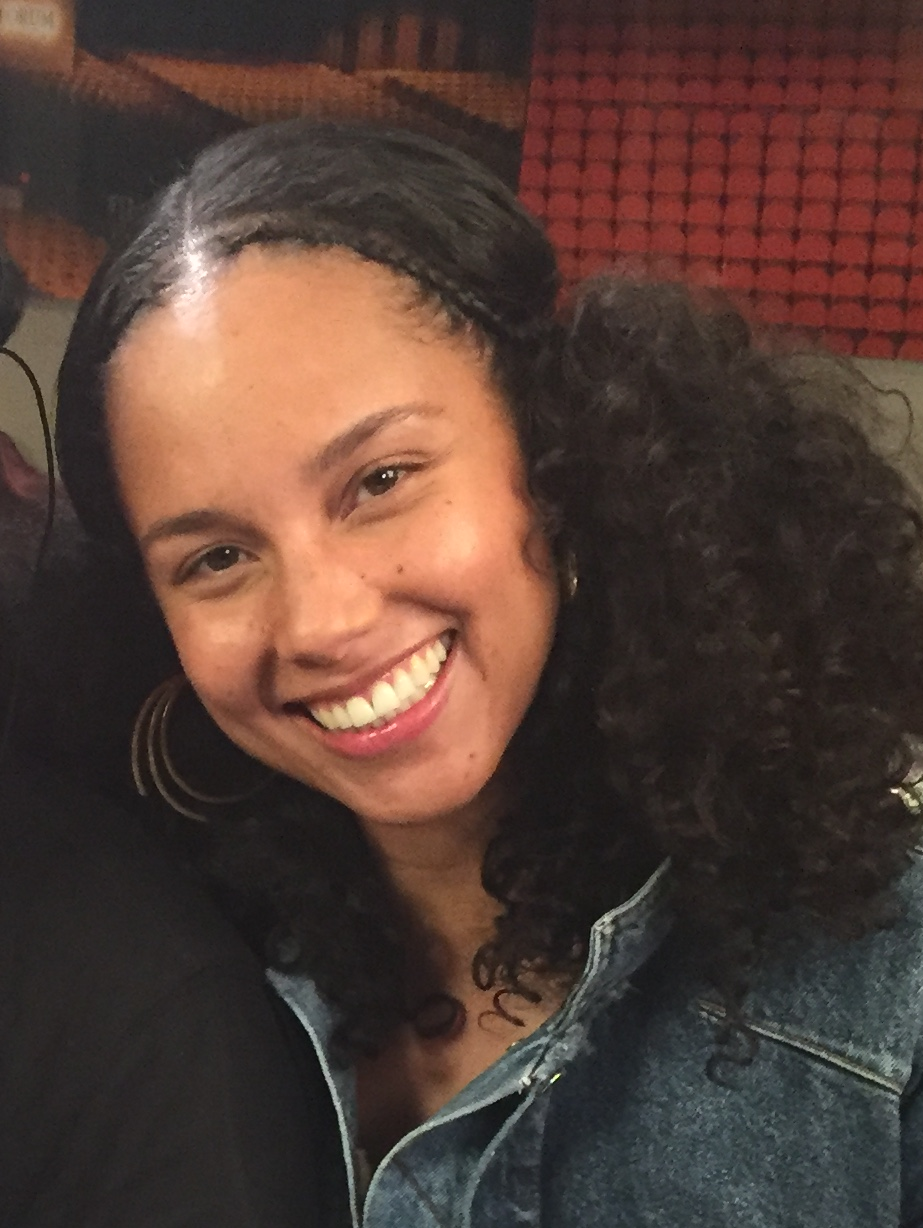
Alicia Keys, 2017

Im Mai 2016 erschien die Single In Common als Auskopplung aus ihrem kommenden sechsten Studioalbum Here. Neben zahlreichen Promoauftritten sang sie im Mai 2016 vor dem Champions-League-Finale in Mailand ein Medley. Zum Weltflüchtlingstag veröffentlichte Keys einen Kurzfilm, in dem sie sich selbst in die Rolle eines Flüchtlings versetzt. Der Film wird von einem weiteren Song des Albums begleitet. Im Oktober 2016 veröffentlichte sie eine weitere Single: Blended Family (What You Do For Love), die in Zusammenarbeit mit A$AP Rocky entstanden ist.
Das Album erschien Anfang November und erreichte in den USA Platz 2 der Charts, Here wurde so ihr siebtes Top-Ten-Album in den USA.
Ebenfalls 2016 wurde Keys Jurymitglied in der elften und zwölften Staffel der Castingshow The Voice. Für die vierzehnte Staffel von The Voice kehrte sie als Coach zurück. Im Dezember 2017 wurde bekannt, dass sie als Feature beim Song Like Home für Eminems neuntes Studioalbum Revival zu hören sein wird. Ebenfalls als Feature vertreten ist sie auf Justin Timberlakes fünftem Studioalbum Man of the Woods mit dem Song Morning Light und bei James Bays Us auf seinem zweiten Album Electric Light. Keys moderierte die Grammy Awards 2019 und 2020.
Im September 2020 erschien ihr siebtes Studioalbum, Alicia, aus dem sie zuvor den Song Wasted Energy (feat. Diamond Platnumbz & Kaash Paige) als Single veröffentlicht hatte. Unter dem Titel More Myself hat sie ihre im April 2020 erschienene Autobiografie geschrieben. Sie lancierte im Juni 2021 eine Reihe von Hautpflegeprodukten unter der Bezeichnung Keys Soulcare. Im Dezember 2021 erschien ihr achtes Studioalbum, Keys. Zuvor war der Song Lala (Unlocked) als erste Single des Albums ausgekoppelt worden. Ab Juni 2022 ging sie in Europa und Nordamerika auf Tournee. Im Februar 2022 erschien die Single City of Gods (feat. Fivio Foreign & Kanye West), im August ein Album-Remix mit dem Titel Keys II und im November das erste Weihnachtsalbum von Keys mit dem Titel Santa Baby.

### 2023–heute:Hell's Kitchenund Super-Bowl-Halbzeitshow
Keys tourte im Sommer 2023 durch Nordamerika und schrieb, komponierte und produzierte ihr erstes Broadway-Musical unter dem Titel Hell's Kitchen zusammen mit dem Dramatiker Kristoffer Diaz. Das Theaterstück behandelt ihre Jugend in Manhattan in den 1990ern und feierte im November 2023 Premiere. Ebenfalls im November 2023 wurde ihre Single Lifeline zum Soundtrack des Films Die Farbe Lila veröffentlicht.
Im Februar 2024 trat sie als Gast zu Headliner Usher in der Halbzeitshow des Super Bowl LVIII auf. Die Single Kaleidoscope erschien im März 2024.

## Diskografie
Studioalben

| Jahr | Titel Musiklabel                            | Höchstplatzierung, Gesamtwochen, AuszeichnungChartplatzierungen (Jahr, Titel, Musiklabel, Platzierungen, Wochen, Auszeichnungen, Anmerkungen) | Höchstplatzierung, Gesamtwochen, AuszeichnungChartplatzierungen (Jahr, Titel, Musiklabel, Platzierungen, Wochen, Auszeichnungen, Anmerkungen) | Höchstplatzierung, Gesamtwochen, AuszeichnungChartplatzierungen (Jahr, Titel, Musiklabel, Platzierungen, Wochen, Auszeichnungen, Anmerkungen) | Höchstplatzierung, Gesamtwochen, AuszeichnungChartplatzierungen (Jahr, Titel, Musiklabel, Platzierungen, Wochen, Auszeichnungen, Anmerkungen) | Höchstplatzierung, Gesamtwochen, AuszeichnungChartplatzierungen (Jahr, Titel, Musiklabel, Platzierungen, Wochen, Auszeichnungen, Anmerkungen) | Höchstplatzierung, Gesamtwochen, AuszeichnungChartplatzierungen (Jahr, Titel, Musiklabel, Platzierungen, Wochen, Auszeichnungen, Anmerkungen) | Anmerkungen                                                   |
| Jahr | Titel Musiklabel                            | DE | AT | CH | UK | US | R&B | Anmerkungen                                                   |
| ---- | ------------------------------------------- | --- | --- | --- | --- | --- | --- | ------------------------------------------------------------- |
| 2001 | Songs in A Minor J Records (BMG)            | DE2 Platin · (51 Wo.)DE | AT4 Gold · (35 Wo.)AT | CH3 ×2Doppelplatin · (67 Wo.)CH | UK6 ×3Dreifachplatin · (93 Wo.)UK | US1 ×7Siebenfachplatin · (70 Wo.)US | R&B1 (68 Wo.)R&B | Erstveröffentlichung: 5. Juni 2001 Verkäufe: + 10.825.000     |
| 2003 | The Diary of Alicia Keys J Records (BMG)    | DE10 Platin · (29 Wo.)DE | AT25 (20 Wo.)AT | CH1 Platin · (48 Wo.)CH | UK13 Platin · (43 Wo.)UK | US1 ×5Fünffachplatin · (87 Wo.)US | R&B1 (95 Wo.)R&B | Erstveröffentlichung: 1. Dezember 2003 Verkäufe: + 6.535.000  |
| 2007 | As I Am J Records (Sony BMG)                | DE6 Platin · (21 Wo.)DE | AT9 Gold · (17 Wo.)AT | CH1 Platin · (32 Wo.)CH | UK11 ×2Doppelplatin · (23 Wo.)UK | US1 ×4Vierfachplatin · (63 Wo.)US | R&B1 (78 Wo.)R&B | Erstveröffentlichung: 9. November 2007 Verkäufe: + 5.712.500  |
| 2009 | The Element of Freedom J Records (Sony BMG) | DE10 Gold · (36 Wo.)DE | AT23 (9 Wo.)AT | CH1 Platin · (38 Wo.)CH | UK1 ×3Dreifachplatin · (69 Wo.)UK | US2 ×2Doppelplatin · (43 Wo.)US | R&B1 (76 Wo.)R&B | Erstveröffentlichung: 27. November 2009 Verkäufe: + 3.482.500 |
| 2012 | Girl on Fire RCA Records (Sony)             | DE6 Gold · (13 Wo.)DE | AT7 (10 Wo.)AT | CH3 Gold · (30 Wo.)CH | UK13 Gold · (19 Wo.)UK | US1 Platin · (34 Wo.)US | R&B1 (54 Wo.)R&B | Erstveröffentlichung: 23. November 2012 Verkäufe: + 1.422.500 |
| 2016 | Here RCA Records (Sony)                     | DE14 (6 Wo.)DE | AT22 (1 Wo.)AT | CH5 (12 Wo.)CH | UK21 (3 Wo.)UK | US2 (8 Wo.)US | R&B1 (11 Wo.)R&B | Erstveröffentlichung: 4. November 2016 Verkäufe: + 10.000     |
| 2020 | Alicia RCA Records (Sony)                   | DE14 (3 Wo.)DE | AT10 (2 Wo.)AT | CH4 (5 Wo.)CH | UK12 (2 Wo.)UK | US4 (3 Wo.)US | R&B3 (1 Wo.)R&B | Erstveröffentlichung: 18. September 2020                      |
| 2021 | Keys RCA Records (Sony)                     | DE49 (2 Wo.)DE | — | CH18 (3 Wo.)CH | — | US41 (1 Wo.)US | R&B17 (1 Wo.)R&B | Erstveröffentlichung: 10. Dezember 2021                       |

## Filme
- 2007: Smokin’ Aces
- 2007: Nanny Diaries
- 2008: Die Bienenhüterin (The Secret Life of Bees)
- 2015: Empire (Serie)
- 2016: Let Me In
- 2016: The Gospel
- 2020: Work It (Produzentin)

## Preise und Auszeichnungen
- 2001
  - MTV Video Music Award (für Fallin’)
- 2002
  - Grammy: Best New Artist, Best R&B Album (für Songs in A Minor), Song of the Year (für Fallin’), Best R&B Song (für Fallin’), Best Female R&B Vocal Performance (für Fallin’)
  - World Music Award: Best-Selling New Artist, World’s Best-Selling Female R&B-Artist
  - MTV Europe Music Award (Best R&B Artist)
  - Echo (Bester Newcomer)
- 2004
  - Soul Train Music Award: Best Female R&B/Soul Album (für The Diary of Alicia Keys), Best Female R&B/Soul Single (für If I Ain’t Got You), Best R&B/Soul Single by a Group, Band or Duo (für My Boo mit Usher)
  - Billboard Award: Female Artist of the Year, Female R&B/Hip Hop Artist of the Year, R&B/Hip Hop Singles Artist of the Year, R&B/Hip Hop Single of the Year (für If I Ain’t Got U), Hot 100 Songwriter of the Year, Female Hot 100 Artist of the Year, R&B/Hip Hop Airplay Single of the Year (für If I Ain’t Got U)
  - American Music Award: Favorite Female Artist
  - World Music Award: Best R&B Female Artist
  - MTV Video Music Award: Best R&B Video und Best R&B Artist
- 2005
  - Grammy: Best R&B Album (für The Diary of Alicia Keys), Best Traditional R&B Vocal Performance (für You Don’t Know My Name), Best Female R&B Vocal Performance (für If I Ain’t Got U), Best R&B Vocal Performance by a Group, Band or Duo (für My Boo),
  - MTV Video Music Award: Best R&B Video: Karma
  - MTV Europe Music Award: Best R&B Artist
- 2008
  - Grammy: Best R&B Song (für No One), Best Female R&B Vocal Performance (für No One)
  - American Music Awards: Favorite Album, Soul/R&B (für As I Am), Favorite Album, Rock/Pop (für As I Am)
  - World Music Award: Best R&B Artist
  - Swiss Music Awards: Best Urban International (für As I Am)
- 2009
  - Grammy: Best Female R&B Vocal Performance (für Superwoman)
- 2010
  - Grammy: Best Rap/Sung Collaboration (für Empire State of Mind mit Jay-Z), Best Rap Song (für Empire State of Mind)
  - Billboard Latin Music Award: Hot Latin Song (für Looking for Paradise mit Alejandro Sanz)
  - Kora Award: Beste Künstlerin in der amerikanischen Diaspora[30]
  - MTV Video Music Award: Best Cinematography in a Video (Empire State of Mind (feat. Jay-Z))
- 2014
  - Grammy: Best R&B Album (für Girl on Fire)